# New Balance

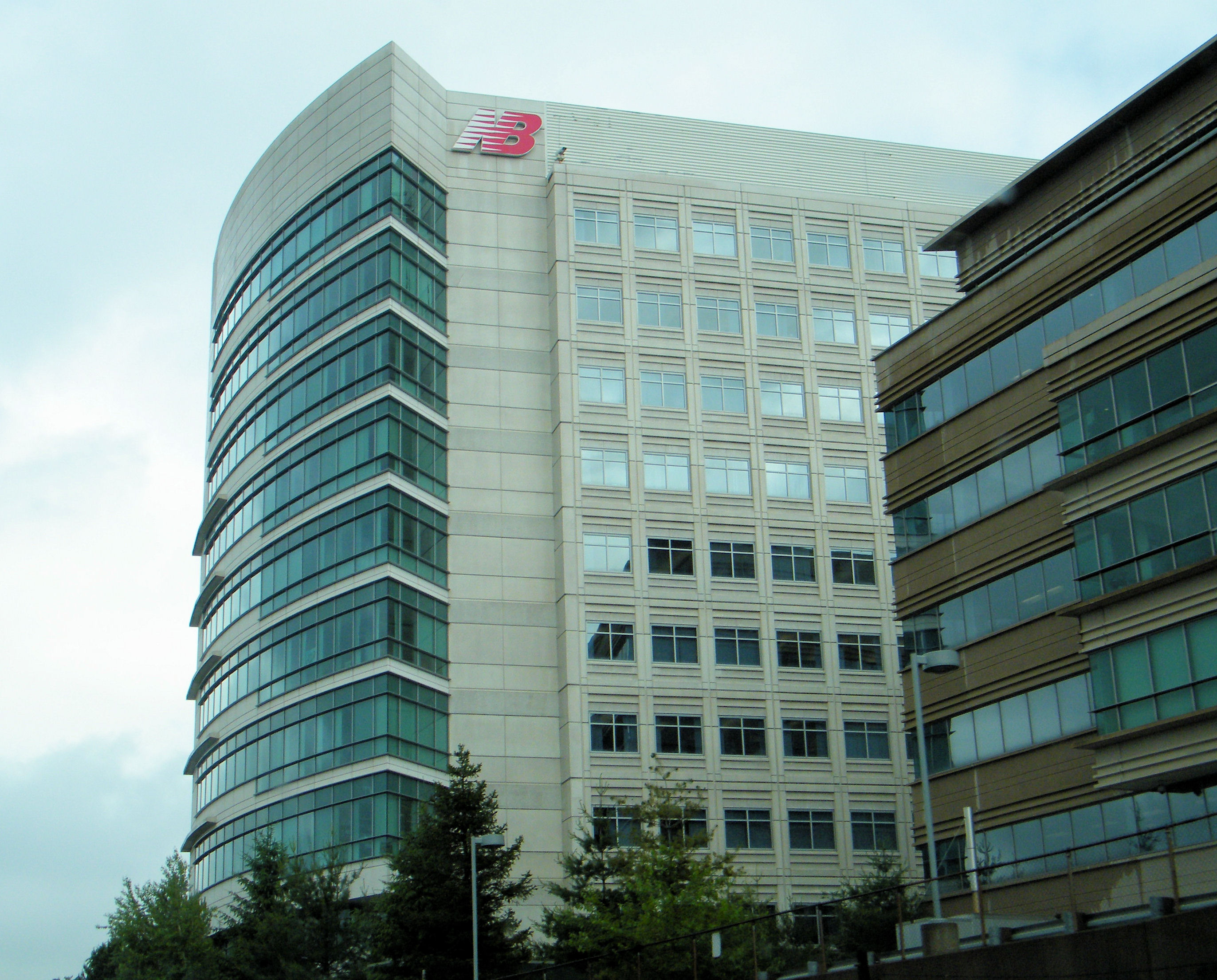
Siedziba przedsiębiorstwa w Bostonie, w stanie Massachusetts

New Balance Athletic Shoe, Inc. – amerykańskie przedsiębiorstwo będące jednym z największych na świecie producentów obuwia, odzieży i akcesoriów sportowych. Swoją działalność rozpoczęło w 1906 roku, w Bostonie, w stanie Massachusetts.

## Historia
- 1906 – New Balance Arch Support Company zostało założone w Bostonie, w stanie Massachusetts, w 1906 roku przez Williama J. Rileya. Wizją założyciela była poprawa komfortu pracy robotników, którzy przez całe dnie nosili niewygodne buty. Pierwszymi produktami przedsiębiorstwa były specjalne wkładki do butów, które umiejscawiało się pod łukiem stopy – tak zwane arch supports. Riley, obserwując kury na swoim podwórku, stwierdził, że ptaki te utrzymują perfekcyjną równowagę (ang. balance) dzięki konstrukcji swoich trzech pazurów. Odkrycie to zainspirowało go do zaprojektowania wkładek, które miały kształt trójkąta i dodawały trzy dodatkowe punkty podparcia stopie w celu zwiększenia wygody i poczucia równowagi.

- 1933 – Wkrótce partnerem Rileya stał się ówczesny sprzedawca Arthur Hall i wspólnymi siłami wymyślili wkładki do butów, które odkształcały się, dostosowując do stopy użytkownika. Śmiałe wizje oraz ambicje założycieli pozwoliły wyprzedzić konkurencję o wiele lat i jednocześnie przetrwać kryzys pod koniec lat trzydziestych.

- 1938 – Pierwsze poważne buty do biegania New Balance wyprodukował w roku 1938 dla lokalnego klubu sportowego Boston Brown Bag Harriers. Riley był pewien, że jego buty z kangurzej skóry zadowolą nawet najbardziej wymagających klientów. Na metce z ceną widniała informacja o gwarantowanym zwrocie pieniędzy w razie niespełnienia oczekiwań. Mimo tego sklepowa cena 7 USD robiła wówczas wrażenie. Od tego wydarzenia przedsiębiorstwo skoncentrowało się na udoskonalaniu technologii, która bieganie czyniła łatwiejszym.

- 1953 – Stery przedsiębiorstwa objęła córka Arthura Halla, Eleanor Kidd wraz ze swoim mężem Paulem. Małżeństwo dało przedsiębiorstwu nowy zastrzyk energii i otworzyło nowy rozdział w dziejach New Balance Arch Support Company. W roku 1956 umiera William Riley i wtedy nowi właściciele postanawiają zmienić nazwę przedsiębiorstwa na 'New Balance Orthopedic Laboratory'. Zmiana miała podkreślić zaangażowanie w badania naukowe, którym to Paul poświęcał coraz więcej czasu w piwnicy swojego domu.

- 1960 – Rezultatem badań był Trackster – lekkie buty przeznaczone do biegania. Model miał charakterystyczną podeszwę, która stanowiła nowatorski element dizajnu, ale przede wszystkim obiecywała uwalniać w biegaczach ‘Go Power’ od startu aż do samej mety. Najważniejsza była jednak dostępność Tracksterów nie tylko w różnych długościach wkładki, ale także szerokościach. Nowy system numeracji pozwalał każdemu biegaczowi znaleźć buty idealnie dopasowane.

- 1972 – Po 20 latach za sterami przedsiębiorstwa Eleanor oraz jej mąż zdecydowali się sprzedać New Balance Orthopedic Laboratory. Młody przedsiębiorca Jim Davis, który był pod ogromnym wrażeniem wygody modelu Trackster, postanowił kupić przedsiębiorstwo.

- 1976 – Powstał model M320, zaprojektowany tak, by zwiększyć wydajność biegacza. Góra zbudowana była z nylonu, który był lekki i przewiewny, a podeszwa ‘AstroCrepe’ miała zwiastować nadejście ery nowych technologii w obuwiu sportowym. Dobra początkowa sprzedaż modelu 320 wzrosła w roku 1976 po tym, jak prestiżowy magazyn Runner’s World nazwał go najlepszymi butami roku.

- 1982 – New Balance uruchomił pierwszą zagraniczną fabrykę w Anglii.

- 2005 – New Balance zajął 2. miejsce w liczbie sprzedanego obuwia sportowego w Stanach Zjednoczonych.